# Pyhäjärvi (Kitee)
Pour les articles homonymes, voir Pyhäjärvi.
Le lac Pyhäjärvi  (finnois : Pyhäjärvi, russe : Озеро Пюхяяарви) est un lac situé en Carélie du Nord et en République de Carélie.

## Géographie

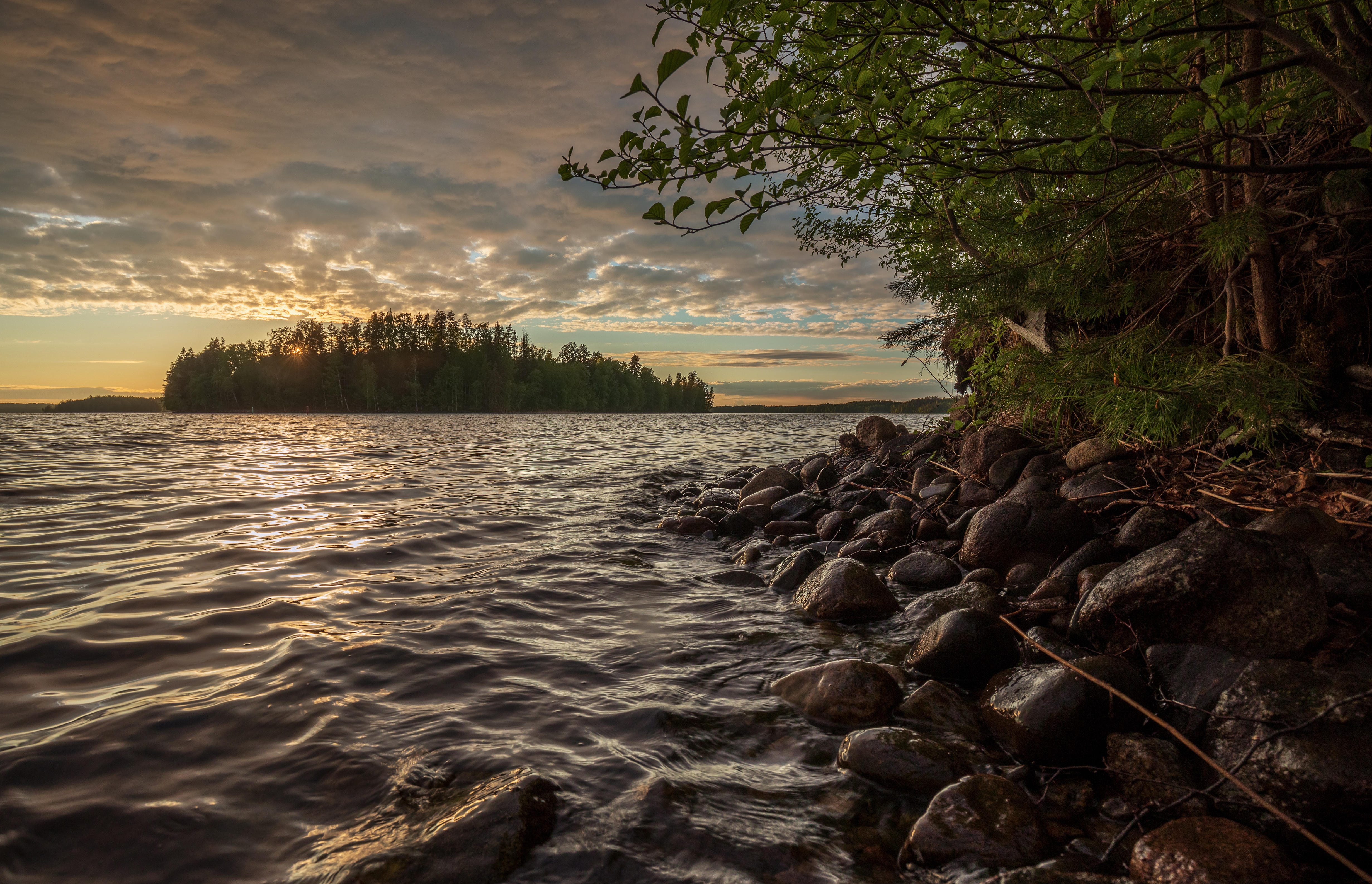
L'ile de Laineensaari sur le lac de Pyhäjärvi, depuis le rivage de Papinniemi à Parikkala. Juin 2022.

Le lac est situé à la frontière entre la Finlande et la Russie.
Le Pyhäjärvi est situé à Kitee et Parikkala en Finlande pour sa partie la plus importante et en République de Carélie pour le reste. 
Sa superficie est de 206,79 km2.
Le Pyhäjärvi appartient au bassin versant de la Vuoksi et se jette dans le lac Orivesi par les rapides Puhoksenkoski .